# Jörg Maria Berg
Jörg Maria Berg, de son vrai nom Adolf Maria Strassmayr, né le 24 septembre 1930 à Schönbühel-Aggsbach et mort le 22 janvier 2025, est un chanteur autrichien.

## Biographie
Après avoir terminé ses études générales et une formation de marchand d'import-export, Strassmayr commence à étudier la musique avec le trombone et les percussions à Krems an der Donau. Durant ses études, il est membre d'un combo en tant qu'instrumentiste. Lorsqu'il poursuit ses études à l'Académie de musique et des arts du spectacle de Vienne, il est d'abord dans un orchestre de douze hommes en tant que tromboniste, avant de reprendre la partie vocale. Le compositeur Sepp Fellner fait connaître le jeune chanteur à Gerhard Mendelson, producteur pour Polydor, la plus grande maison de disques du monde germanophone. Convaincu du talent de Strassmayr, Mendelson lui donne un contrat d’enregistrement avec Polydor et lui choisit le nom de scène Jörg Maria Berg.
Sous ce nom, il participe à un concert du Nouvel An en 1954. Début 1955, Jörg Maria Berg enregistre son premier disque intitulé Eine Sommernacht in Santa Margaritha / Ich fahr dich ins Land der Liebe. Avec Zwei weiße Möwen, il est pour la première fois en septembre 1955 à la neuvième place du classement allemand. Des enregistrements avec des duos et des groupes vocaux façonnent la carrière de Berg dans les années suivantes et lui valent les plus grands succès. Il a le plus de succès avec Peter Kraus sous le pseudonyme des James Brothers, ils apparaissent en 1959 dans le film Melodie und Rhythmus. Il fait des disques avec Erni Bieler (Sieben Berge, sieben Täler, 1957). En outre, Berg est membre des groupes vocaux Die Blauen Jungs qui devient les Montecarlos, les Optimists et Western Trio (avec Lolita). Le meilleur succès de Berg est la version vocale allemande de la pièce instrumentale Patricia de Pérez Prado, avec laquelle il atteint la 3e place du classement allemand à la fin de 1958. En mars 1962, Polydor publie le dernier album solo avec Jörg Maria Berg. Il est un échec.
Après l'expiration de son contrat avec Polydor, Berg enregistre avec Electrola et Acordia. Finalement, il reprend son vrai nom Strassmayr et est animateur pour la radio autrichienne. Il reprend sa carrière au milieu des années 1960, étudie le chant lyrique et est engagé comme chanteur d'opéra. En outre, il joue comme acteur au Theater an der Wien et dirige pendant plusieurs années le conservatoire de Basse-Autriche.
Sa fille Elisabeth "Sissi" Berg chante régulièrement au Jazzland dans le groupe de jazz Chet`s Romance, un hommage à Chet Baker, en compagnie de Horst Michael Schaffer, Robert Schönherr, Joschi Schneeberger et Andi Weiss.

## Discographie
| Titre                                                                   | N° Catalogue | Année | Classement* |
| ----------------------------------------------------------------------- | ------------ | ----- | ----------- |
| Eine Sommernacht in Santa Margaritha / Ich fahr dich ins Land der Liebe | 23037        | 1955  |             |
| Zwei weiße Möwen (& Lolita) / Wer dich vergessen kann                   | 23049        | 1955  | 9.          |
| Die Matrosen von der Santa Isabella / Wenn das blaue Meer nicht wär     | 23104        | 1955  |             |
| Luleila-Li / O Monika                                                   | 23144        | 1955  |             |
| Bella Rosa / Purpurrote Rosen                                           | 23209        | 1956  |             |
| Drei weiße Segel / Es begann in Capri                                   | 23264        | 1956  |             |
| Es leuchtet das Kreuz des Südens / Die schönen Mädchen von Milano       | 23332        | 1957  | 10.         |
| Weit im Süden / Nur nicht weinen                                        | 23380        | 1957  |             |
| Sonja Dora (& Lolita) / Tadellos, tadellos                              | 23469        | 1957  |             |
| Auf silbernen Wogen / Wart auf mich                                     | 23470        | 1957  |             |
| Wie schön (& Erni Bieler) / Wenn du kommst (Montecarlos)                | 23504        | 1957  |             |
| Sieben Berge, sieben Täler (& Erni Bieler) / Wohin fahren die Matrosen  | 23518        | 1957  | 9.          |
| Mama Guitar / Schöne Mädchen muss man lieben                            | 23603        | 1958  |             |
| Mélodie d'amour / Küsse süßer als Wein                                  | 23635        | 1958  |             |
| Fahr wohl und viel Glück / Linda Lou                                    | 23724        | 1958  |             |
| Baby, ich schieß dir einen Teddy-Bär / Ein Lied erklingt                | 23759        | 1958  | 9.          |
| Die Sonne von Italien / Ein weißes Haus                                 | 23786        | 1958  |             |
| Patricia / Torero                                                       | 23821        | 1958  | 3.          |
| Alles Glück auf dieser Welt (& Erni Bieler) / Nicht weit von hier       | 23831        | 1958  |             |
| Tschau, tschau, tschau / Hab' mich lieb                                 | 23857        | 1958  |             |
| Du bist mein Baby Doll / Mister Unbekannt                               | 23946        | 1959  |             |
| Ein Paar Blumen für Mary / Tip Top                                      | 24066        | 1959  |             |
| Sugaree / Mich ruft die weite Welt                                      | 24125        | 1959  |             |
| Maria - Marie / Ramonita                                                | 24171        | 1960  |             |
| Tina-Tina-Luisa / Ich geh durch die Nacht                               | 24218        | 1960  |             |
| Meine Gitarre und ich / Ein kleiner Bär                                 | 24338        | 1960  |             |
| Lazy River / Vale Passee                                                | 24479        | 1961  |             |
| Die Frau'n von Lissabon / Es war einmal ein blonder Kapitän             | 24547        | 1961  |             |
| Wenn durch Salzburg zwei Verliebte geh'n / Salzburg herrliches Salzburg | 24591        | 1961  |             |
| Adios Barcelona / Einmal mit dir auf Capri sein                         | 24726        | 1962  |             |
| Sweetheart Guitar / Vergiß den Tango nicht                              | 24788        | 1962  |             |

* en Allemagne

## Source de la traduction
- (de) Cet article est partiellement ou en totalité issu de l’article de Wikipédia en allemand intitulé « Jörg Maria Berg » (voir la liste des auteurs).